# Лоран Робер
Лоран Робер (фр. Laurent Robert; Сен Беноа, 21. мај 1975) је француски бивши фудбалер.
Играо је на позицији левог крила, и представљао је репрезентацију Француске на Купу конфедерација 2001. године.
Робер је започео професионалну каријеру у Француској, пре него што је прешао у енглески клуб Њукасл јунајтед, где је стекао репутацију стручњака за слободне ударце. Његова каријера је забележена по великом броју несугласица са руководством клуба.